# La Neuveville-sous-Montfort
La Neuveville-sous-Montfort là một xã, nằm ở tỉnh Vosges trong vùng Grand Est của Pháp. Xã này có diện tích 10,21 kilômét vuông, dân số năm 1999 là 127 người. Xã này nằm ở khu vực có độ cao từ 324–467 m trên mực nước biển.

## Biến động dân số
| 1962                                         | 1968 | 1975 | 1982 | 1990 | 1999 |
| -------------------------------------------- | ---- | ---- | ---- | ---- | ---- |
| 119                                          | 149  | 156  | 156  | 151  | 127  |
| Số liệu từ năm 1962: Dân số không tính trùng |      |      |      |      |      |